# Cambridge Film Festival
Das Cambridge Film Festival ist ein britisches Filmfestival, das jährlich in Cambridge stattfindet und britische sowie internationale Produktionen zeigt. Es wurde im Jahr 1977 gegründet. Spielstätte des Festivals ist zumeist das Arts Picturehouse in Cambridge. Das Festival gilt als eins der ältesten und meistrespektieren britischen Film-Festivals, und wurde von der BBC als eins der angenehmsten (most pleasant) bezeichnet. Das Festival hat eine eigene Rubrik mit Schwerpunkt auf zeitgenössischen deutschen Filmen. Die britische Internetseite Take One wurde als Zeitschrift des Festivals gegründet und berichtet jährlich ausführlich darüber.

## Besondere Filme im Programm
- 1979 zeigte das Festival die Premiere von Werner Herzogs Film Nosferatu – Phantom der Nacht.[2]
- 1991 zeigte das Festival die Premiere von Thelma & Louise.[2]
- 1996 zeigte das Festival frühe Kurzfilme von Christopher Nolan, als dieser noch zu Beginn seiner Karriere stand.[1]
- 2003 fand im Rahmen des Festivals die britische Premiere von Good Bye, Lenin! statt.[2]